# Тулей-Кимпень
Тулей-Кимпень, Тулей-Кимпені (рум. Tulei-Câmpeni) — село у повіті Вилча в Румунії. Входить до складу комуни Голешть.
Село розташоване на відстані 148 км на північний захід від Бухареста, 9 км на схід від Римніку-Вилчі, 104 км на північний схід від Крайови, 105 км на південний захід від Брашова.

## Населення
За даними перепису населення 2002 року у селі проживали 111 осіб, усі — румуни. Усі жителі села рідною мовою назвали румунську.